# Leptodactylus troglodytes
Leptodactylus troglodytes är en groddjursart som beskrevs av Lutz 1926. Leptodactylus troglodytes ingår i släktet Leptodactylus och familjen tandpaddor. IUCN kategoriserar arten globalt som livskraftig. Inga underarter finns listade i Catalogue of Life.